# Habilitationsschrift
Eine Habilitationsschrift ist eine schriftliche wissenschaftliche Arbeit, die im Rahmen der Habilitation zum Erwerb der Lehrberechtigung an einer wissenschaftlichen Hochschule vorgelegt wird.
Im Unterschied zu einer Dissertation, die in der Regel ein eng umgrenztes Spezialthema behandelt, soll es sich bei der Habilitationsschrift um eine Arbeit mit besonders hohem methodischen und inhaltlichen Anspruch handeln, durch welche die Forschung vorangebracht werden soll. Des Weiteren muss sie nicht nur, wie bereits die Dissertation, neue wissenschaftliche Ergebnisse enthalten, sondern überdies die souveräne Beherrschung des Habilitationsfaches in seiner ganzen Breite und die Fähigkeit zu seiner Förderung demonstrieren. Damit ist die Habilitationsschrift die anspruchsvollste Hochschulschrift im deutschsprachigen Hochschulwesen.
Eine Habilitationsschrift ist zumeist eine Einzelschrift (Monografie), sie kann aber auch kumulativ durch die nachträgliche Zusammenfassung thematisch zusammenhängender Publikationen erstellt werden. Für eine solche kumulative Habilitation wird oft ein Punktesystem verwendet, die das Renommee der Zeitschrift oder des Sammelbandes berücksichtigt, wo erfolgreich publiziert wurde. In diesem Fall muss eine Mindestpunktzahl erreicht werden, um die Voraussetzungen für die Habilitation zu erfüllen. In den meisten Fächern ist aber die Abfassung einer Monografie die Regel.
Die Arbeit wird in der Regel von mindestens drei Professoren begutachtet, wobei die meisten Habilitationsordnungen vorschreiben, dass mindestens eines der Gutachten extern verfasst wird, also von einem Wissenschaftler stammt, der an einer anderen Hochschule tätig ist. Nach erfolgreichem Abschluss des Habilitationsverfahrens wird die venia legendi erteilt. Ein eigener akademischer Grad wird durch die Habilitation nicht erworben, jedoch darf der Doktortitel nun oft (aber nicht immer) um den Zusatz habil. ergänzt werden. In der Regel wird der Habilitierte anschließend auf Antrag von der verleihenden Hochschule zum Privatdozenten ernannt.
Die Habilitationsschrift ist wie die Dissertation eine Hochschulschrift, die von den Hochschulbibliotheken und der Deutschen Nationalbibliothek gesammelt wird. Anders als bei der Dissertation besteht in Deutschland keine gesetzliche Grundlage für eine Pflichtablieferung und Publikation der Habilitationsschriften. Es müssen lediglich bei der Fakultät einige Pflichtexemplare eingereicht werden. Im Allgemeinen wird davon ausgegangen, dass der Habilitand ein eigenes Interesse daran hat, seine Arbeit zu publizieren. Viele Habilitationsschriften bleiben dennoch unveröffentlicht. Umgekehrt ist es unter Umständen auch möglich, eine bereits publizierte Arbeit nachträglich als Habilitationsschrift einzureichen.
Seit dem Aufkommen der Netzpublikationen der Hochschulschriften begegnet man auf Hochschulschriftenservern auch Habilitationsschriften, wenngleich dieser Dokumenttyp zahlenmäßig noch nicht stark ins Gewicht fällt. Die von den Hochschulbibliotheken bei der Deutschen Nationalbibliothek (DNB) abgelieferten Online-Hochschulschriften sind über den Bibliothekskatalog der DNB recherchierbar.